# Sara Sperati
Pour les articles homonymes, voir Sperati.
Sara Sperati, parfois créditée de son vrai nom Adele Sperati est une actrice italienne, née le 7 octobre 1956. Elle est également apparue dans de nombreux romans-photo pour Lancio (it).

## Biographie
Née en 1956, après avoir commencé sa carrière en tant qu'actrice de roman photo,, Sara Sperati se tourne vers le cinéma et a une période de notoriété au milieu des années 1970 en tant qu'interprète de films policiers (poliziottesco). En tant que « cover girl », elle apparaît dans le numéro de novembre 1977 de Playmen.
Entre février 1984 et mars 1985, elle a un intermède musical dans le groupe de métal Fingernails, dont elle était la voix et avec lequel elle enregistre deux démos, Heavy Night (réédité sur CD en 2014) et Patto d'acciaio.
Retirée définitivement du monde du spectacle, Sara Sperati vit avec son fils dans les Abruzzes.

## Filmographie partielle

### Cinéma
- 1974 : La nottata de Tonino Cervi : Susy
- 1974 : I figli di nessuno (it) de Bruno Gaburro
- 1974 : La Tentation (Il sorriso del grande tentatore) de Damiano Damiani : Luisa Fanti / Sorella Addolorata
- 1975 : Un flic voit rouge de Stelvio Massi
- 1975 : La police a les mains liées (La polizia ha le mani legate) de Luciano Ercoli : Papaya Girotti
- 1975 : Salon Kitty de Tinto Brass : Helga, la dominatrice
- 1976 : Les Déportées de la section spéciale SS de Rino Di Silvestro : Monique Dupré

### Télévision
- 1975 : Jo Gaillard, épisode La Peur